# Vigeland
Vigeland este o localitate din comuna Lindesnes, provincia Vest-Agder, Norvegia, cu o suprafață de 1,18 km² și o populație de 1.425 locuitori (2013).